# 桌片参属
桌片参属（学名：Mensamaria）为瓜参科的一个属。

## 下级分类
本属包括以下物种：
- 二色桌片参 Mensamaria intercedens (Lampert, 1885)